# Коефіцієнт електрифікації
Коефіцієнт електрифікації — відношення потужності електродвигунів до потужності всіх встановлених двигунів.
З розвитком електрифікації господарки коефіцієнт електрифікації зростав.
Станом на 1913 р. коефіцієнт електрифікації у промисловості складав близько 40 %
Станом на 2020-і роки у провідних галузях промисловості коефіцієнт електрифікації наближається до 100 %.